# Białczański Upłaz

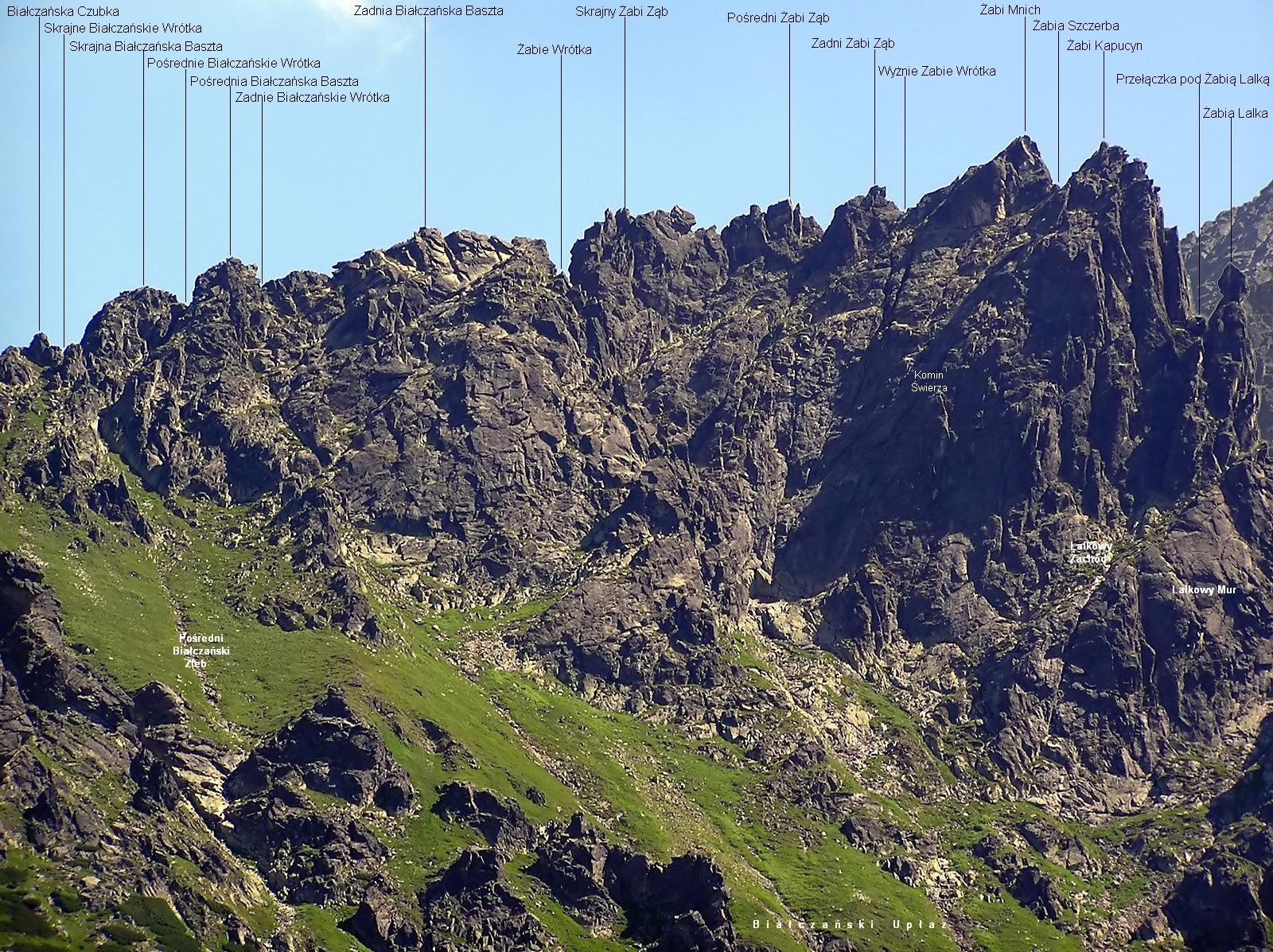
Widok od północy

Białczański Upłaz (niem. Froschlehne, słow. Bielovodský úplaz, węg. Békás-lanka) – wybitny upłaz na opadających do Doliny Rybiego Potoku zboczach Żabiej Grani w polskich Tatrach Wysokich. Stanowi drogę podejścia i zejścia dla taterników wspinających się w Żabiej Grani, zwłaszcza na południowo-zachodniej grani Żabiego Mnicha. Jest to jeden z najbardziej popularnych nad Morskim Okiem rejonów wspinaczkowych, stąd też upłaz ten ma duże znaczenie praktyczne.
Białczański Upłaz to duży trawnik, na który od góry opadają skaliste ściany Żabiej Grani i masywu Żabiego Mnicha. Od dołu podcięty jest pasem ścian o wysokości dochodzącej do 150 m. Po prawej (patrząc od dołu) stronie ogranicza go grań Żabiej Lalki i opadająca z niej grzęda. Ograniczenie lewe tworzy częściowo trawiasta, częściowo skalista grzęda opadająca z Pośredniej Białczańskiej Przełęczy. Białczański Upłaz przecina kilka piarżysto-trawiastych koryt. W kolejności od góry do dołu są to:
1. Żleb będący przedłużeniem depresji poniżej Zadnich Białczańskich Wrótek. Jest szeroki, głęboko wcięty i wypełniony ruchomym piargiem;
2. Żleb opadający spod filara Zadniej Białczańskiej Baszty. Nim głównie spływają po ulewach wody Białczańskiego Upłazu. Przez taterników żleb ten nazywany jest „Żlebem Żabich Wrótek”;
3. Żleb Żabich Wrótek opadający z Żabich Wrótek;
4. Żlebek będący przedłużeniem depresji z Pośredniego Lalkowego Przechodu;
5. Koryto stanowiące przedłużenie depresji opadającej z Lalkowej Szczerbiny[2].

Żlebki nr 2,3 i 4 poniżej Białczańskiego Upłazu łączą się w jeden żleb, tak więc ściany poniżej tego upłazu przecięte są tylko trzema depresjami.
Autorem nazwy Białczańskiego Upłazu jest Władysław Cywiński.

## Wspinaczka lodowa
Zimą na ściankach poniżej Białczańskiego Upłazu tworzą się lodospady. Wspinaczka na lodospadach stała się bardzo popularna i lodospady te zimą stały się dobrym terenem wspinaczkowym na złą pogodę lub małą ilość czasu. Poprowadzono na nich wiele podrzędnych dróg wspinaczkowych. Władysław Cywiński podaje trzy główne:
1. Prawe Lody; lód o nachyleniu do 90°, czas przejścia 3 godz.
2. Środkowe Lody; lód do 70°, 2 godz.
3. Lewe Lody; w kilku miejscach lód do 90°, 2 godz.[2]